# Pirimidin
Pirimidin je heterociklično aromatično organsko jedinjenje slično benzenu i piridinu, koje sadrži dva azotna atoma u pozicijama 1 i 3 šestočlanog prstena. Ono je izomerno sa dvije druge forme diazina.

## Nukleotidi
Tri nukleobaze nađene u nukleinskim kiselinama, citozin (C), timin (T), i uracil (U), su derivati pirimidina:
U molekulima DNK i RNK ove baze stvaraju vodonične veze sa njihovim komplementarnim bazama derivatima purina. Purinski adenin (A) i guanin (G) stvaraju vodoničnu vezu sa derivatima pirimidina timinom (T) i citozinom (C).
U molekulu RNK komplementarna baza adeninu je uracil (U) umjesto timina (T) i parovi koji se formiraju su adenin:uracil i guanin:citozin.
U rijetkim slučajevima se timin pojavljuje u RNK ili uracil u DNK. Osim ove tri glavne pirimidinske baze, u nukleinskim kiselinama se mogu naći neke rjeđe primidinske baze. To su uglavnom metilovani derivati glavnih baza i dokazano je da imaju regulatornu funkciju.
Ovo uparivanje baza spada u Votson-Krikovo osnovno uparivanje baza. Mogući su i drugi načini uparivanja u molekulima DNK i RNK.

## Hemijske osobine
Pirimidin ima mnoge osobine koje su zajedničke sa piridinom. Kako se broj atoma azota u prstenu povećava π elektroni u prstenu postaju slabiji i zbog toga se teže odigravaju reakcije elektrofilne aromatične supstitucije dok se nukleofilna aromatična supstitucija odigrava lakše. Primjer za ove supstitucije je zamjena amino grupe u 2-aminopirimidinu sa hlorom i reakcije u obratnom smjeru. Smanjenje rezonantne stabilizacije elektrona u prstenu pirimidina dovodi da su moguće reakcije adicije i cijepanja prstena i da se radije odigravaju nego supstitucije.
U odnosu na piridin N-alkilacija i N-oksidacija se odigravaju teže, isto tako primidini imaju manje bazne osobine: konstanta disocijacije za protonizovani pirimidin je 1.23 dok je za piridin 5.30.
Pirimidin je takođe nađen u meteorima iako naučnici još ne znaju njegovo porijeklo. Pirimidin se takođe fotolitički razlaže na uracil pod dejstvom UV svjetlosti.

## Organske sinteze
Derivati pirimidina mogu biti pripremljeni u laboratoriji putem organske sinteze.
Osnovni metod je reakcija određenih amida sa nitrilima pri čemu dolazi do elektrofilne aktivacije amida sa 2-hloro-pirimidinom i anhidridom triflormetanosulfona.

## Literatura
- Gilchrist, Thomas Lonsdale; Gilchrist, T. L. (1997). Heterocyclic chemistry. New York: Longman. ISBN 978-0-582-27843-1.